# Улица Натана Рахлина (Чернигов)
Улица Натана Рахлина (до 2024 года — улица 8 Марта) (укр. Вулиця Натана Рахліна) — улица в Деснянском районе города Чернигова. Пролегает от проспекта Михаила Грушевского (улицы 1 Мая) до тупика, исторически сложившаяся местность (район) Берёзки. 
Нет примыкающих улиц.

## История
2-й переулок 1 Мая был проложен сразу после Великой Отечественной войны для индивидуального жилищного строительства. 
В 1955 году 2-й переулок 1 Мая — по названию улицы 1 Мая от которой пролегает — был преобразован в улицу под названием улица 8 Марта — в честь Международного женского дня 8 Марта.
С целью проведения политики очищения городского пространства от топонимов, которые возвеличивают, увековечивают, пропагандируют или символизируют Российскую Федерацию и Республику Беларусь, 8 февраля 2024 года улица получила современное название — в честь советского дирижёра, педагога, уроженца Черниговщины Натана Григорьевича Рахлина, согласно Решению Черниговского городского совета № 37/VIII-21 «Про переименование улиц в городе Чернигове» («Про перейменування вулиць у місті Чернігові»)

## Застройка
Улица проложена в юго-западном направлении — в направлении реки Стрижень. Парная и непарная стороны улицы занята усадебной застройкой.
Учреждения: нет